# Guo Xi
Guo Xi (chinois : 郭熙 ; pinyin : Guō Xī ; Wade : Kuo Hsi), ou Kouo Hi surnom : Shunfu est un peintre chinois né vers 1020 à Wenxian Heyang (province du Henan) et mort vers 1090. Après avoir été recruté comme peintre à la Cour de l'empereur Shenzong (reg. 1067-1085) des Song du Nord (960-1127), il est nommé à l'Académie Hanlin par cet empereur. Il est l'un des membres les plus éminents de cette institution et ses paysages aux puissantes montagnes tourmentées devant lesquelles se dressent des pins aux singulières branches « en pinces de crabe » sont restés parmi les plus célèbres de la peinture des Song du Nord.

## Guo Xi au sein de la peinture chinoise sous les Song
Les premiers moments de la vie de Guo Xi sont encore inconnus. Guo Xi ne nous est connu qu'à la Cour en tant que peintre auquel on passe commande d'écrans et de peintures murales[réf. nécessaire]. Sa période d'activité se passe pour l'essentiel pendant le règne de Shenzong. Celui-ci l'apprécie au point de faire aménager dans son palais une salle spéciale pour abriter les œuvres du peintre. Guo Xi n'est pas un novateur. Il reprend des solutions de paysage construits de manière traditionnelle. Ainsi il organise la représentation de l'espace dans sa peinture en trois plans : le premier plan, le plan-moyen et l'arrière-plan selon des règles qu'appliquaient avant lui tous les peintres des Cinq Dynasties, au Xe siècle, dont Fan Kuan et Li Cheng. Mais il s'en distingue par une plus grande attention à la manifestation des « souffles »  qui parcourent autant les arbres, et leurs branches crochues, que les rochers ou les monts lointains. On pourrait donc voir dans son "Début de printemps" la métaphore du pays en pleine renaissance, grâce aux réformes de Wang Anshi, lui aussi au service de l'empereur. Grâce à son habileté Guo Xi devient le plus admiré des peintres de l'Académie Hanlin. Puis son traité sur le paysage, un ouvrage très important sur le sujet, lui assurera encore le succès quand ses peintures auront pour la plupart disparu. À la mort de l'empereur, les œuvres de Guo Xi sont décrochées : on raconte qu'au début du XIIe siècle, les serviteurs s'en seraient servi comme de torchons à poussière ! Ce revirement pourrait s'expliquer par l'implication de Guo Xi dans le mouvement des réformes de Wang Anshi, qui fut ensuite balayé par le mouvement inverse, des traditionalistes.
Par l'originalité de ses peintures de paysage Guo Xi eut une énorme influence sur l'art de l'Académie impériale pendant les deux siècles suivants.

## Guo Xi et la peinture de paysage à la fin desSongdu Nord
En tant qu'empereur Shenzong n'a eu que de très rares occasions d'avoir une expérience directe, simple et dépourvue les lourdeurs de l'apparat impérial lors de ses déplacements à l'intérieur de l'empire. Il se pourrait que le succès de Guo Xi aurait tenu à son habileté à recréer une image de ce monde chinois, qui n'avait d'existence pour l'empereur dans une très grande distance. Cette recréation a comme dans les peintures de Cui Bai, qui est lui aussi peintre au service de l'empereur Shenzong, une valeur universelle : elle signifie tout autant l'ordre du monde par son image animée par les « souffles » dans les rochers et dans les arbres que par son harmonie quasi-musicale.
Le style qu'emploie Guo Xi dans ses paysages est souvent comparé à celui de Li Cheng pour la composition et l'organisation de l'espace. Leurs deux noms ont été adjoints pour désigner une certaine tradition du paysage qu'ils ont créée : l'École Li-Guo est la version classique, agréée par l'empereur, de la peinture de paysage et en constitue le canon officiel.
Si pour Tsung Ping (375-444), dont le traité du paysage est resté célèbre, la valeur d'un paysage est de transporter par l'imagination son spectateur dans le lieu représenté , dans la peinture de Guo Xi il s'agit bien plutôt d'une image du Monde, celui que dirige l'empereur, et le réalisme d'un point de vue particulier n'est pas son objectif.

### Le peintre théoricien
Guo Xi n'est pas seulement le peintre le plus reconnu de son époque, il a aussi laissé un important traité de paysage, le plus important pour la période Song. Ce texte : le Linquan Gaozhi (Haut Message des forêts et des sources), complété par une introduction et des notes de son fils Guo Si (actif au début du XIIe siècle), permet de rencontrer les idées du peintre vis-à-vis de la Nature et vis-à-vis de son art, ses expériences et conceptions. Ce texte lui donne l'occasion de signifier que la peinture qu'il préconise est censée être une véritable recréation des apparences et des dispositions du monde naturel mais doit aussi glorifier l'ordre impérial, considéré comme la forme terrestre de l'ordre cosmique.
Guo Xi critique les peintres qui se réfèrent à un seul maître. Il préconise de multiples références artistiques et surtout l'observation directe de la Nature. C'est probablement le sentiment que lui inspire la Nature et à son contact, tout en ayant opéré la fusion de ses références, qui l'amène à manifester sa propre vision et où le mouvement et l'énergie de la Nature se trouvent exprimés par d'innombrables jeux de courbes et contre-courbes, presque baroques. Ceci est bien perceptible dans les «rides en nuages enroulés» (juan yun can), une innovation de Guo Xi qui donne aux rochers leur aspect tourmenté, en volutes.
Par ailleurs le traité énonce les règles de représentation de l'espace qui ont cours depuis les Cinq Dynasties[réf. nécessaire] : la peinture est composée sur trois plans, du premier à l'arrière-plan, et les sujets ont trois rapports de taille : les hommes, les arbres et la montagne, du plus petit au premier plan et en bas au plus grand, à l'arrière-plan, dans le lointain au sommet de la peinture. Ce qui permet de représenter l'espace selon « les trois modes de distanciation (san yuan) : distance en altitude, distance en profondeur et distance en plan » .
Guo Xi note aussi l'importance du point de vue : « De loin se dégagent les ‹lignes de forces›, de près se révèle la ‹substance› du sujet ».

### Début de Printemps: les espaces de la peinture
Cette peinture, la plus célèbre de Guo Xi est aussi une des très rares, signée et datée 1072, à être autographe.
Dans cette peinture Guo Xi se joue des effets de profondeur en ouvrant des couloirs entre les masses rocheuses. Le spectateur est happé dans un voyage imaginaire par ces jeux où le regard est censé suivre le cheminement du voyageur qui se glisse, tel un minuscule détail mais traité comme toute la peinture avec un soin extrême, dans ces couloirs où l'air circule avec les nuées et le mouvement de l'eau. Les cimes restant inaccessibles, le voyageur-spectateur découvre, au bout du chemin, depuis tel temple majestueux - quoique dissimulé en partie par les arbres denses - de larges panoramas creusés au fond de la peinture par de subtils effets de perspective atmosphérique avec les nuances échelonnées du lavis d'encre.
Pour restituer la présence de l'espace vide dans les parties les plus hautes, Guo Xi utilise un procédé de composition qui aurait été en usage avant lui. Déjà Li Tang l'avait employé et après eux de nombreux peintres des Song du Sud firent de même. En divisant l'espace par une diagonale on crée un effet de profondeur qui peut se prolonger dans l'espace non-peint, suggérant le vide. Tandis qu'au premier plan, les éléments les plus lourds, les rochers, sont concentrés dans la partie inférieurs de la peinture .
Le résultat de ces jeux complexes où l'énergie semble se manifester par de curieuses formes chantournées est à l'opposé du naturalisme et du réalisme qui était auparavant recherché dans la peinture de paysage. Les formes tourmentées des arbres, aux branches crochues, qui se déploient en tous sens sont à la fois signe de leur vigueur et de leur âge, et signe de la dureté du climat montagnard et du poids des années. Les montagnes et les rochers creusés, érodés jusqu'à en être en porte-à-faux au-dessus du vide, évoquent à la fois deux signes contraires : le signe de la stabilité de la nature et de l'usure du temps, tout comme sur les êtres vivants. L'expérience du peintre au contact du paysage réel sert à reconstruire ici une autre expérience, au sein d'un réseau d'analogies, dans le cheminement du spectateur. Florence Hu-Sterk signale l'analogie formelle entre la composition, les lignes directrices de la peinture et la forme du dragon chinois évoqué par la forme d'un " S " qui apparait et disparait dans les nuées. La valeur symbolique du dragon exprime « l'union changeante des contraires ».
« Le mouvement en "S" [...] souligne les principes de symétrie, de hiérarchie et l'aspect cyclique de la nature en permanente métamorphose. » Florence Hu-Sterk

### Automne dans la vallée du fleuve Jaune: le format des peintures
De nombreuses peintures ont été attribuées à Guo Xi. Pour comprendre le processus d'attribution il est nécessaire d'effectuer une comparaison entre une peinture signée, et éventuellement datée comme Début de printemps, à une peinture qui présente de fortes similitudes par l'esprit et par la facture avec la peinture signée. Alors que Début de printemps est un rouleau vertical de grande taille, Automne dans la vallée du fleuve Jaune est une rouleau horizontal, portatif, bien plus petit. Cependant le traitement de l'espace y est similaire, avec ici une bande d'arbres au premier plan qui fait repoussoir et creuse l'espace vers une zone vide, au loin, comme des brumes de chaleur qui nous conduisent jusqu'à des montagnes lointaines. Mais dans ce rouleau horizontal, qui doit être déroulé par section sur une table et contemplé de très près, les transitions se font avec plus de nuances que dans le grand rouleau vertical, destiné à rester suspendu au moins pendant le temps de la contemplation, les contrastes sont plus vifs, les masses noires plus denses.
Comme dans Début de printemps, chaque détail est traité avec une égale minutie. Sur le fragment qui est reproduit ici, on peut distinguer un homme aisé s'approchant d'une auberge de campagne. Le spectateur est encore invité, à quelqu'endroit qu'il soit dans la peinture, à détailler l'espace comme s'il y était physiquement et à s'y déplacer librement.

### L'idée en peinture et l'interprétation de l'informe: une peinture murale en relief
Avec l'âge Guo Xi met au point des solutions pour « concevoir des idées nouvelles »  applicables à de grandes peintures murales. À l'époque on racontait encore cette histoire d'un sculpteur des Tang, Yang Huizi, cet ami de Wu Daozi ne voulant pas de rivalité entre eux se serait tourné vers le modelage en relief. Comme on pouvait voir dans le district de la capitale certains de ces reliefs mémorables, Guo Xi en se souvenant de cet évènement aurait alors « conçu une idée nouvelle ». Devant le mur à peindre, il commanda aux maçons un mur non pas lissé, comme à l'habitude, mais où le plâtre devait être projeté à la main. Le résultat devait présenter des zones creuses et des reliefs. Puis, quand le plâtre fut sec, il se mit à peindre en déterminant le contour de certaines formes en relief, ou en intégrant des zones de lavis nuancé comme sur une peinture sur soie. Il fit ainsi surgir montagnes, arbres et torrents de l'informe. Puis il fit apparaître édifices et personnages .
Le fait de trouver ainsi l'idée par l'interprétation de l'informe a donné lieu à une autre pratique ancienne : l'interprétation des ombres projetées. Au XIe siècle le peintre Song Di conseillait déjà, pour réaliser une « peinture vivante », d'appliquer un tissu de soie mouillée sur un vieux mur. Qui  contemplerait l'empreinte de ces reliefs aurait un support pour recréer un paysage le matin, et un autre paysage le soir .
L'informe constitue pour de nombreux lettrés l'un des critères de choix dans les objets qui vont les entourer, lorsqu'ils se consacreront à la calligraphie et la peinture. En particulier les écrans de table, destinés à la protection du travail contre les courants d'air dans ces pavillons chinois ouverts aux quatre vents. La partie centrale de ces écrans pouvait être en pierre polychrome avec des "dessins" informes mais suggestifs. Les configurations étranges de certaines pierres les a faits rechercher, au moins depuis l'époque des Tang, afin de pouvoir en disposer tout à loisir dans le jardin ou dans la maison, comme celles du lac Taihu. Le rocher comme ces pierres étranges étant, dans la pensée chinoise, produits par la transformation du « souffle », ou plus exactement : de l'énergie, qi. Ainsi on a pu parler de rochers comme de « racines de nuages » (yungen). Cette expression provenant de ces "nuages" d'écume qui jaillissent sur le rocher, lorsque l'eau se jette avec énergie sur lui. Dans son traité, Guo Xi écrit que les rochers sont les « os du ciel et de la terre ». L'expression « os du ciel » fait allusion à un récit mythologique où Nüwa a dû fondre des pierres pour réparer le ciel. Toute chose pouvant ainsi se métamorphoser en son contraire. Le fait que la roche puisse ainsi évoquer l'énergie, comme respiration cosmique, qi, et le dragon, en perpétuelle métamorphose est un motif de peinture qui a été repris sous d'autres formes par Wang Meng, v. 1308 - 1385, dans Habiter les forêts Juqu, puis par Shen Zhou, 1427-1509 : Le haut mont Lu, de 1467.

### Principes et méthode du peintre taoïste
Dans son traité Guo Xi conseille d'observer la nature à celui qui veut la peindre : qu'il observe, qu'il écoute les bucherons, les pêcheurs tout autant que les grues ou les singes. Qu'il  porte une très grande attention aux variations du paysage selon les saisons et l'heure de la journée, et qu'il apprenne à tenir compte de tous les points de vue possibles. Par ailleurs, le plus grand sérieux, la plus grande concentration dans le travail lui sont nécessaires.
Son fils indique que Guo Xi, pour se mettre en condition, choisissait un lieu bien éclairé, une table propre. Il choisissait la meilleure encre et travaillait avec un matériel impeccable. Il avait les mains propres « comme pour recevoir un hôte de marque ». Il attendait alors que se forme en lui l'idée, comme une vision claire de sa peinture.
Les secrets de peintre qu'il confie dans son traité peuvent nous apparaître comme tout à fait conventionnels. Pour lui, peindre c'est mettre en relation le ciel et la terre. Donc dans l'espace d'un lé  de soie haut d'un pied et demi, il convient de placer le ciel en haut et la terre en bas. Dans l'espace entre-deux se place la scène, c'est-à-dire l'idée. Cette division de l'espace reprend une tradition ancienne que l'on trouve déjà chez Sima Qian (v. 100) et qui correspond aussi à la tradition taoïste du  Laozi .
Son but premier en réalisant des peintures de paysage est de « nourrir en soi l'originelle nature dans sa simplicité ». Car, selon cette conception taoïste du monde, la nature seule peut permettre à l'homme de faire retour à l'Un, à la spontanéité première du Dao. En mettant en relation le ciel et la terre dans sa peinture Guo Xi crée un monde complet : en établissant une cime maîtresse il fonde ce monde selon la hiérarchie qui place l'empereur au sommet de l'empire. Il conforte les rapports qui régissent le seigneur et ses vassaux. L'image ainsi créée donne une vision du monde comme s'il était en accord avec la structure politique et sociale de l'empire. La peinture peut être alors apparentée à un être mythologique : Pan Gu, géant primordial qui se transforme en mourant : « Sa tête devient les quatre pics, ses yeux, le soleil et la lune, sa graisse, les fleuves et les mers, ses cheveux et sa barbe, les herbes et les arbres » Le corps de la peinture étant assimilé au corps du monde, animé par les mêmes « souffles » (qi).
Quoique son fils ait pu prétendre, en évoquant avec respect la mémoire de Guo Xi, que celui-ci aurait été porté à mener une vie retirée, il est très probable que ce peintre très proche de la cour connaissait très bien les écrits de son contemporain Zhang Cai (1020-1077) qui fut grand maître de « l'École de l'Étude du Tao ». En effet dans son traité, Guo Xi reprend les termes de ce dernier : il parle de l'« Un » (le Tao), en lequel les contraires se réconcilient dans la « Grande Harmonie ». Il dit l'interaction du vide et du plein, du mouvement et du repos, du rassemblé et du dispersé, du trouble et du clair. De ces interactions émanent des forces qu’il qualifie par une expression empruntée au Zhuangzi : « Yin Yun » (l’union macrocosmique du ciel et de la terre). Avec cette culture taoïste Guo Xi considère que le rôle du peintre, comme de tout homme de bien, consiste à animer la mutation et qu'il a le devoir de réaliser l'harmonie dans l'univers depuis la peinture

## Les références de Guo Xi et son influence sur la peinture chinoise

### La gloire et ses aléas
Guo Xi exerce une grande influence sur les milieux académiques du XIe siècle. L'empereur Shenzong l'ayant célébré, des lettrés proches de l'empereur diront toute leur admiration. C'est le cas de Su Shi et Huang Tingjian. D'après le Xuanhe huapu, trente peintures de Guo Xi auraient figurées dans la collection impériale. Mais dès la mort de son protecteur engagé dans la réforem d'An Lushan, une réaction s'opère immédiatement avec le successeur : l'empereur Huizong.  Celui-ci fait décrocher les peintures que Guo Xi avait exécutées pour une des salles du palais et il  les remplace par des peintures plus anciennes, propres à signifier le retour aux anciennes pratiques tant artistiques que sociales. À cette occasion une tradition raconte comment un collectionneur a pu emporter une pleine charretée de peintures de Guo Xi.
Suivit une période de désaffection totale de la part des milieux officiels et des amateurs. Mais ce fut de courte durée. Après l'effondrement de Huizong, la Cour des Song du Sud redécouvre le maître discrédité et à la cour des Jin en Chine du Nord, ses œuvres sont de nouveau très appréciées et très recherchées.

### Ses prédécesseurs et son influence dans l'histoire de l'art chinois
L'œuvre de Guo Xi se situe dans le long processus, typiquement chinois, d'assimilation et métamorphose dans le jeu constant des références et des emprunts.
- Par la représentation subtile des effets atmosphériques dans Automne dans la vallée du fleuve on pourrait penser qu'il est l'un des responsables de la formation d'une vision plus intimiste du paysage, moins grandiose qu'à l'époque des Cinq Dynasties et au début des Song. Cette sensibilité se retrouve dans un grand nombre de peintures de paysage au cours des deux siècles suivants. Cette vision pourrait être attachée du format horizontal propre aux rouleaux portatifs. En regardant le rouleau horizontal le peintre est plus incité à se rapprocher de son sujet, alors que dans un vaste rouleau vertical il aura plus tendance à donner du paysage une image de son caractère colossal.

- L'interprétation que donne Guo Xi des paysages typiques du nord de la Chine s'inscrit dans la vision qui a cours à son époque et du temps des Cinq Dynasties. En ce sens il est naturel qu'il se réfère aux peintures de Li Cheng. Par contre il apporte une plus précise attention, surtout dans son traité, aux effets atmosphériques propres à chaque saison[23]. D'autre part si le traitement des rochers dans La Naissance du printemps doit beaucoup à Li Cheng, son interprétation par Guo Xi a eu elle-même une influence déterminante sur les peintres de la fin des XVIIIe et XIXe siècles, Bi Hong et Zhang Cao [24].

- Enfin, alors que les peintres des Yuan, en général, imitent Dong Yuan et Juran, trois peintres se réfèrent explicitement à Guo Xi : Ts'ao Yun-si, T'ang Tseu-houa, Yao Yen-k'ing, Tchou Tsaö-min [25]. Cette influence ira croissante, et sera clairement réaffirmée par Shitao. Au XVIIe siècle, le prestige de Guo Xi ne se limite pas aux cercles académiques. Tandis qu'à l'époque des Ming, Dong Qichang (1555-1636), grand théoricien normatif de la peinture, le classe parmi les peintres qui se tiennent trop aux règles et aux formules, au siècle suivant Shitao (1641- vers 1719-20) , qui prône l'absence de règles, en fait une référence incontournable, par opposition aux dogmes institués par Dong Qichang, en peignant l'une de ses plus célèbres peintures, le paysage du mont Lu.

Dans le domaine de la littérature théorique et critique en Chine, l'influence de Guo Xi est aussi considérable.

### L’écho de  Guo Xi dans la pensée de Shitao

#### Le maniement du pinceau
- Guo Xi évoque le résultat visuel du mouvement «  rapide et négligent »[n 8] du pinceau : « vu de près, le dessin ne rend que peu la forme des choses, vu de loin, le panorama ressort avec éclat et fraîcheur ».

Pour figurer la « manière corporelle » des roches schisteuses, Guo Xi fait un grand usage des rides dites « nuages enroulés »  traitées en longs traits dessinant des volutes circulaires aptes à créer des formes fantastiques,.
- Guo Xi emploie aussi dans ses paysages des points épais et sombres, ou minces et clairs. Ce sont ces points, dian, que Guo Xi définit ainsi : « ce que produit la pointe du pinceau appuyé sur place ».

- Selon Shitao (1641-1720), le peintre doit être capable de manier le pinceau de toutes les manières, aussi bien avec la pointe droite, qu'avec la pointe en biais, pour que le registre de ses métamorphoses soit le plus large possible. Très impliqué sur l'importance des mouvements du poignet et cette souple gymnastique dont le peintre doit être capable, Guo Xi rapporte déjà que Wang Xizhi (321-379[26]) aime à contempler les oies, car les mouvements de leur cou lui rappellent le souple mouvement du poignet maniant le pinceau[27].
- Sur le maniement du pinceau, Guo Xi ajoute : « Quand on manœuvre le pinceau, il ne faut pas se laisser manœuvrer par lui ; quand on emploie l'encre, il ne faut pas se laisser employer par elle ». Ce propos devient pas la suite un axiome classique, cité nombre de fois[28].
- Pour partir d'une définition classique: Les « rides » (Cun), méthode de maniement du pinceau utilisée par Guo Xi, s'obtient en frottant au moyen d'un pinceau pointu manœuvré de biais. Après que les grandes lignes ont situé les contours d'un objet donné (pierre, montagne, tronc d'arbre, etc.), les « rides » s'inscrivent à l'intérieur des grandes lignes, ou s'appuient sur elles, pour décrire le relief, la texture, le grain, la luminosité, les accidents de la surface et le volume de cet objet, elles cumulent dans la peinture chinoise les fonctions variées qui, en Occident, relèvent tour à tour de la ligne, de la couleur, des ombres et de la perspective, puisqu'elles décrivent tout à la fois la forme, la matière, l'éclairage et la masse des choses[29].
- Concernant l'une des  divers types de rides, « nuages enroulés », qui s'enroulent en une superposition de volutes circulaires qui font penser à certaines formations de nuages. Traitées à longs coups de pinceau, d'une manière arrondie et balayante, employées pour suggérer certains effets fantastiques que présente l'érosion des schistes. Guo Xi en fait un usage particulièrement important. Elles sont aussi appelées yuntoucun et font partie de la série des seize types fondamentaux de rides[30].

#### L’expérience directe de la nature
- Lui-même grand amateur de cimes extraordinaires, Shitao a visité la plupart des montagnes célèbres de Chine : les quatre monts bouddhistes et les cinq montagnes sacrées, et quelques autres. C'est d'ailleurs une tradition bien établie dans le milieu des peintres bien avant lui. Dès l'époque Song, dans son traité, Guo Xi indique les principales montagnes inscrites dans les traits spécifiques à chaque région et dont tout peintre doit avoir fait l'expérience. Outre le fait qu'un peintre, selon les contraintes imposées par l'empereur Huizong, pour les générations qui suivent Guo Xi, doit avoir une bonne connaissance des grands textes littéraires, on considère indispensable que tout peintre avant de prendre le pinceau doit avoir fait lui-même l'expérience des paysages, « en voiture ou à cheval »[31].
- Guo Xi, comme de nombreux peintres chinois est attentif aux variations du paysage au cours des quatre saisons. Cette attention très subtile se manifeste dès les Cinq Dynasties et surtout à partir des Song. Guo Xi décrit les métamorphoses du paysage et des nuages selon les saisons et selon les moments de la journée. Il énumère ainsi avec une grande précision une multitude de phénomènes atmosphériques sur le paysage, sans oublier l'aube et le crépuscule [32]!

#### Peinture et poésie
- C'est une tradition que de faire des peintures en s'appuyant sur des poèmes. C'est ce qu'a fait Shitao et on en trouve une description précise  au chapitre « Idées de peintures » du traité de Guo Xi. Celui-ci rappelle tout d'abord que « le poème est une peinture invisible, la peinture est un poème visible ». il explique qu'il stimule son inspiration en relisant de beaux vers. Dans le complément apporté par son fils, Guo Si, on trouve la reproduction des plus beaux poèmes classiques qu'il a entendu réciter par son père dans ces cas là[33].
- Shitao dit de l’ « homme parfait » que lorsqu’il peint il a « le cœur détaché et comme dans le néant » . Guo Xi le décrit déjà, dans son traité, en s'attachant à cet état de pureté intérieure et de détachement recueilli [34].

## Musées et collections conservant des peintures attribuées à Guo Xi

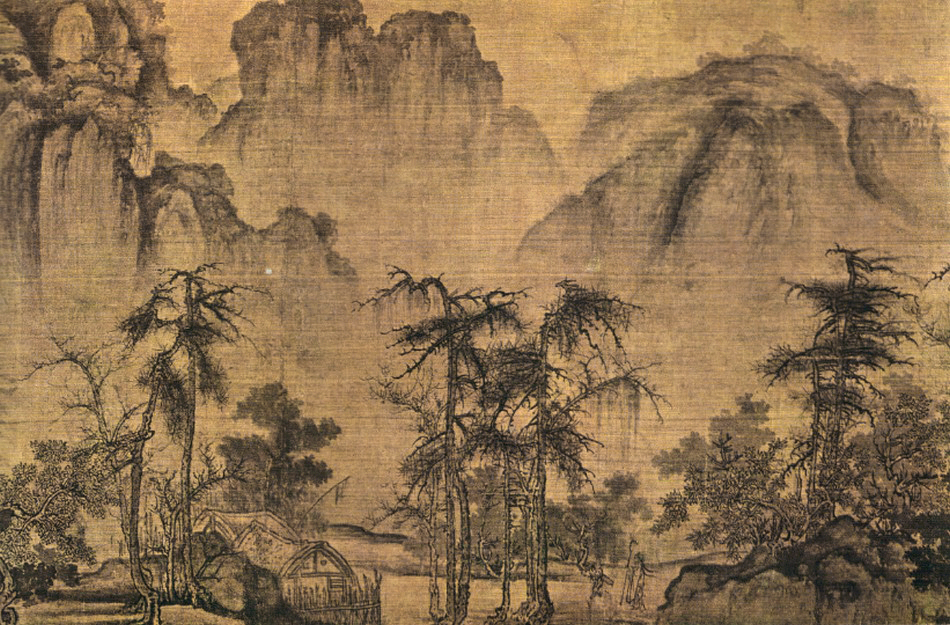
Automne dans la vallée du fleuve Jaune. Attribué à Guo Xi, vers 1020-1090. Section d'un rouleau portatif, l'ensemble : 26 × 206 cm. Encre et couleurs légères sur soie. Freer Gallery of Art, Washington

- Pékin (Musée du palais, dans la Cité Interdite) :
  - Sentier de montagne au pays de Shu, encre et couleurs, signé, colophons de Teng Wenyuan daté 1317, de Shen Zhou, attribution.
  - Voyageurs dans la montagne à l'aube, rouleau en longueur, colophons de Chou Yuan (XVIIIe – XIVe siècles), Zhou Mi, Ni Zan, Wu Kuan (1435-1504), attribution.
  - Lecture de la stèle d'après Li Cheng, attribution.
  - Le Mont Zhongnan sous la neige, inscrit avec le nom du peintre, attribution.
  - Les Sept Sages à la passe de Tongguan, attribution.
  - Voyageurs dans les montagnes d'automne, attribution.
- Shanghai :
  - Gumu yaoshan tu, attribution.
- Taipei (Musée national du palais ):
  - Printemps précoce ou Début de printemps ou Naissance du printemps[n 11]., daté 1072, encre et couleurs légères sur soie, rouleau en hauteur. (158,3X108,1 cm).
  - Paysage, attribution.
  - Ermite dans une retraite de montagne.
  - Col de montagne sous la neige de printemps.
- Tokyo (Musée Nezu, web):
  - Matin de printemps.
- Musée d'art de Toledo :
  - Paysage de rivière et de montagnes enneigées, encre sur soie, rouleau en longueur, attribution.
- Washington (Freer Gallery of Art):
  - Automne dans la vallée du fleuve Jaune[n 12], encre et couleurs légères sur soie, section d'un rouleau en longueur, attribution. (Vers 1020-1090). (26X206cm).